# Grove Dictionary of Music and Musicians
The Grove Dictionary of Music and Musicians ist ein enzyklopädisches Musiklexikon, das in der Musikwissenschaft als bestes verfügbares Nachschlagewerk in englischer Sprache für den musikalischen Bereich gilt. Neben der MGG (Die Musik in Geschichte und Gegenwart) ist es das umfangreichste Nachschlagewerk der Musik. Zuerst herausgegeben von George Grove, dessen Namen es bis heute trägt, wurde es unter der Herausgeberschaft von Stanley Sadie zum Referenzwerk in englischer Sprache sowohl für enzyklopädische Informationen zur Musiktheorie und Musikgeschichte als auch zu Musikerbiographien.

## Ausgaben

### Grove’s Dictionary
1879–1889 erschien A Dictionary of Music and Musicians (A.D. 1450-1888) in vier Bänden, herausgegeben von George Grove. Diese Auflage wurde mehrfach nachgedruckt. Die zweite Ausgabe in fünf Bänden und dem Titel Grove's Dictionary of Music and Musicians wurde von John Alexander Fuller-Maitland herausgegeben und zwischen 1904 und 1910 veröffentlicht. Die ebenfalls fünfbändige dritte Ausgabe folgte 1927, herausgegeben von Henry Cope Colles. Eine vierte Auflage in fünf Bänden plus Ergänzungsband, wieder von Colles herausgegeben, erschien 1940, die neunbändige, von Eric Blom herausgegebene fünfte Auflage 1954. Ein Ergänzungsband folgte 1961.

### The New Grove, 1st edition
Mit der nächsten Auflage im Jahre 1980 wurde die Enzyklopädie umfangreich erweitert und erschien nun als The New Grove Dictionary of Music and Musicians in 20 Bänden, herausgegeben von Stanley Sadie.
Es wurde – mit kleineren Verbesserungen – in jedem folgenden Jahr außer 1982 und 1983 bis einschließlich 1995 neu aufgelegt. Eine Taschenbuchausgabe folgte 1995.
- ISBN 0-333-23111-2 – gebundene Ausgabe
- ISBN 1-56159-174-2 – Taschenbuchausgabe
- ISBN 0-333-73250-2 – Britische Special edition
- ISBN 1-56159-229-3 – Amerikanische Special edition

### The New Grove, 2nd edition
Die zweite Ausgabe unter diesem Titel (insgesamt die siebte) erschien 2001 in 29 Bänden. Herausgeber war wieder Stanley Sadie, Executive editor war John Tyrrell. Der ursprüngliche Plan einer CD-ROM-Ausgabe wurde wieder fallen gelassen.
- ISBN 0-333-60800-3 – Britische Ausgabe
- ISBN 1-56159-239-0 – Amerikanische Ausgabe

### Speziallexika
Unabhängig von dem Hauptlexikon erschienen im Laufe der Jahre Lexika zu speziellen Themen. Diese sind keine Auskoppelungen, sondern enthalten mehr und erweiterte Artikel (und Bildmaterial). Sie werden schrittweise in die Online-Ausgabe eingegliedert.
- 1984 New Grove Dictionary of Musical Instruments, drei Bände
- 1986 New Grove Dictionary of American Music, vier Bände
- 1992 New Grove Dictionary of Opera, vier Bände
- 1994 New Grove Dictionary of Women Composers, ein Band
- 1999 New Grove Dictionary of Jazz, zwei Bände, die zweite Auflage 2002 in drei Bänden
- 2014 The Grove Dictionary of Musical Instruments, fünf Bände (ersetzt die Ausgabe von 1984)

### Grove Music Online
Von ihrer Veröffentlichung bis 2009 wurde die Online-Ausgabe des New Grove unter der Herausgeberschaft von Laura Macy geführt. Seitdem wird sie von Deane L. Root herausgegeben. Regelmäßige Updates des Inhalts schließen zahlreiche Überarbeitungen und Ergänzungen ein. Außer den 29 Bänden des New Grove 2nd edition beinhaltet Grove Music Online das vierbändige New Grove Dictionary of Opera (herausgegeben von Stanley Sadie, 1992) und die drei Bände des New Grove Dictionary of Jazz, zweite Auflage (herausgegeben von Barry Kernfeld, 2002) und umfasst insgesamt mehr als 60.000 Artikel.